# 人造革

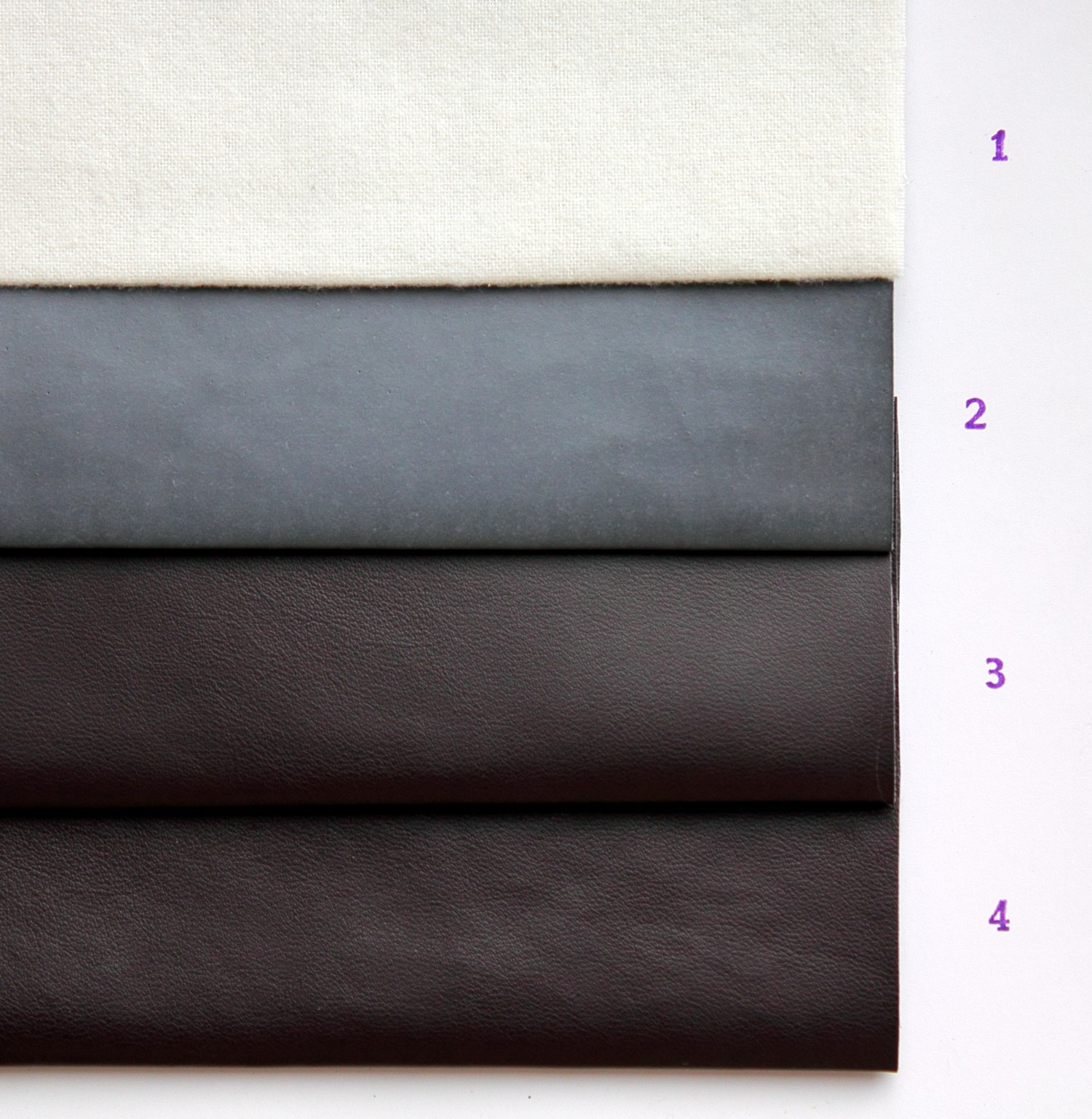
PU人造革生产步骤:
1) 基础面料
2) 添加PU涂层
3) 上色
4) 表面纹理

人造皮革，也稱為合成皮革，是一種旨在替代室內裝飾、服裝、鞋類和其他需要類似皮革飾面的用途的皮革的材料。人造皮革有許多名稱，包括人造皮革、仿皮、人造皮革、純素皮革和PU皮革（聚氨酯）。

## 使用

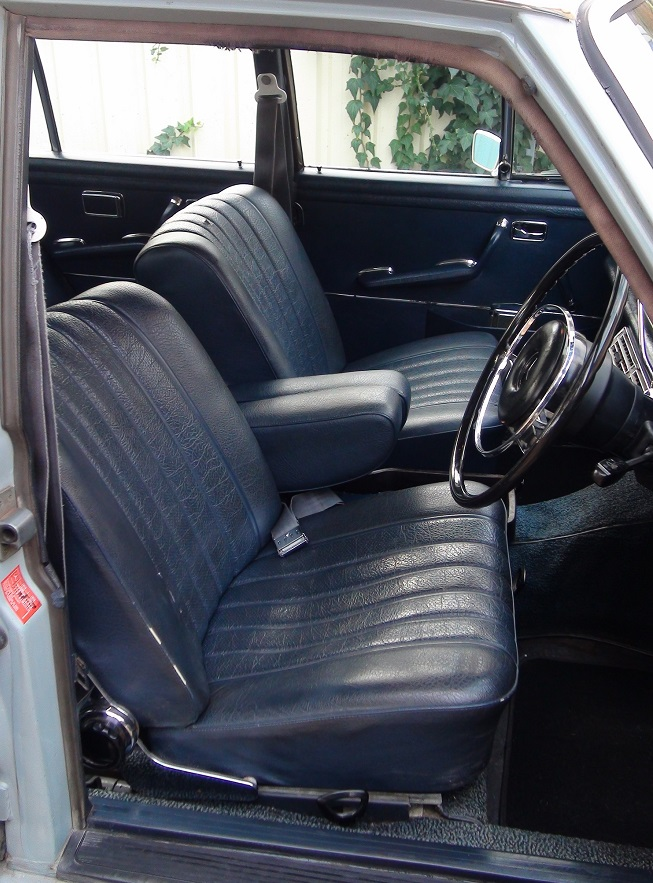
用於汽車座椅上的人造皮革

人造皮革通常用於服裝布料、家具內飾、船舶內飾和汽車內飾。因製作工藝的差異，人造皮革可以是多孔且透氣的，或者可以是不滲透且防水的。帶有無紡微纖維背襯的多孔人造皮革是服裝的熱門選擇，並且穿著舒適。

## 製造
製造人造皮革的方法可以有很多種。較為常用的，是使用一種稱為鑄造紙的壓花離型紙作為表面光潔度的形式，通常模仿頭層皮革的紋理。這種壓花離型紙將最終的紋理保持在負片上。在製造過程中，隔離紙上塗有多層塑料，例如塑料。聚氯乙烯（PVC），可能包括表面飾面、顏色層、泡棉層、黏合劑、織物層、反面飾面。根據具體工藝，這些層在集成時可能是濕的或部分固化的。人造皮革被固化，然後剝離紙張被去除並可能重複使用。

## 環境影響
因為不需要殺生，製作人造皮革可能是比較人道，但是過程中需要一種稱為鄰苯二甲酸酯的塑化劑，以使其具有柔韌性和柔軟性。PVC需要石油和大量能源，因此依賴化石燃料。在生產過程中會產生致癌副產物二噁英，對人類和動物有毒。當PVC最終進入垃圾掩埋場它不會像真皮一樣分解，並且會向水和土壤中釋放危險化學物質。